# Han gick in i din kamp på jorden
Han gick in i din kamp på jorden, psalm med text skriven 1978 av Arne H. Lindgren och musik skriven 1979 av Per Harling.

## Publicerad i
- Cantarellen 1984 som nummer 39.[2]
- Den svenska psalmboken 1986 som nr 358 under rubriken Jesus, vår Herre och broder.
- Psalmer och Sånger 1987 som nr 369 under rubriken "Fader, Son och Ande - Jesus, vår Herre och broder".[1]